# Mario Zatelli
Mario Zatelli (21 de dezembro de 1912 - 7 de janeiro de 2004) foi um futebolista francês de origem italiana, nascido na antiga colônia da Argélia.
Ele competiu na Copa do Mundo FIFA de 1938, sediada na França.